# The Sound Above My Hair
The Sound Above My Hair je skladba německé skupiny Scooter z alba Under the Radar Over the Top z roku 2009. Jako singl vyšla píseň již v roce 2009.

## Seznam skladeb
1. The Sound Above My Hair (Radio Edit) - (3:35)
2. The Sound Above My Hair (Electro Mix) - (7:11)
3. The Sound Above My Hair (Extended Version) - (6:39)
4. The Sound Above My Hair (Video) - (3:37)
5. Lucullus - (4:40)